# Anafotia
Anafotia (griechisch Αναφωτία, türkisch Akkor) ist ein Ort im Bezirk Larnaka in Zypern. Bei der letzten amtlichen Volkszählung im Jahr 2021 hatte der Ort 818 Einwohner. Der offizielle Name der Gemeinde lautet seit 1994 Anafotida, gebräuchlich ist dennoch weiterhin Anafotia.

## Lage

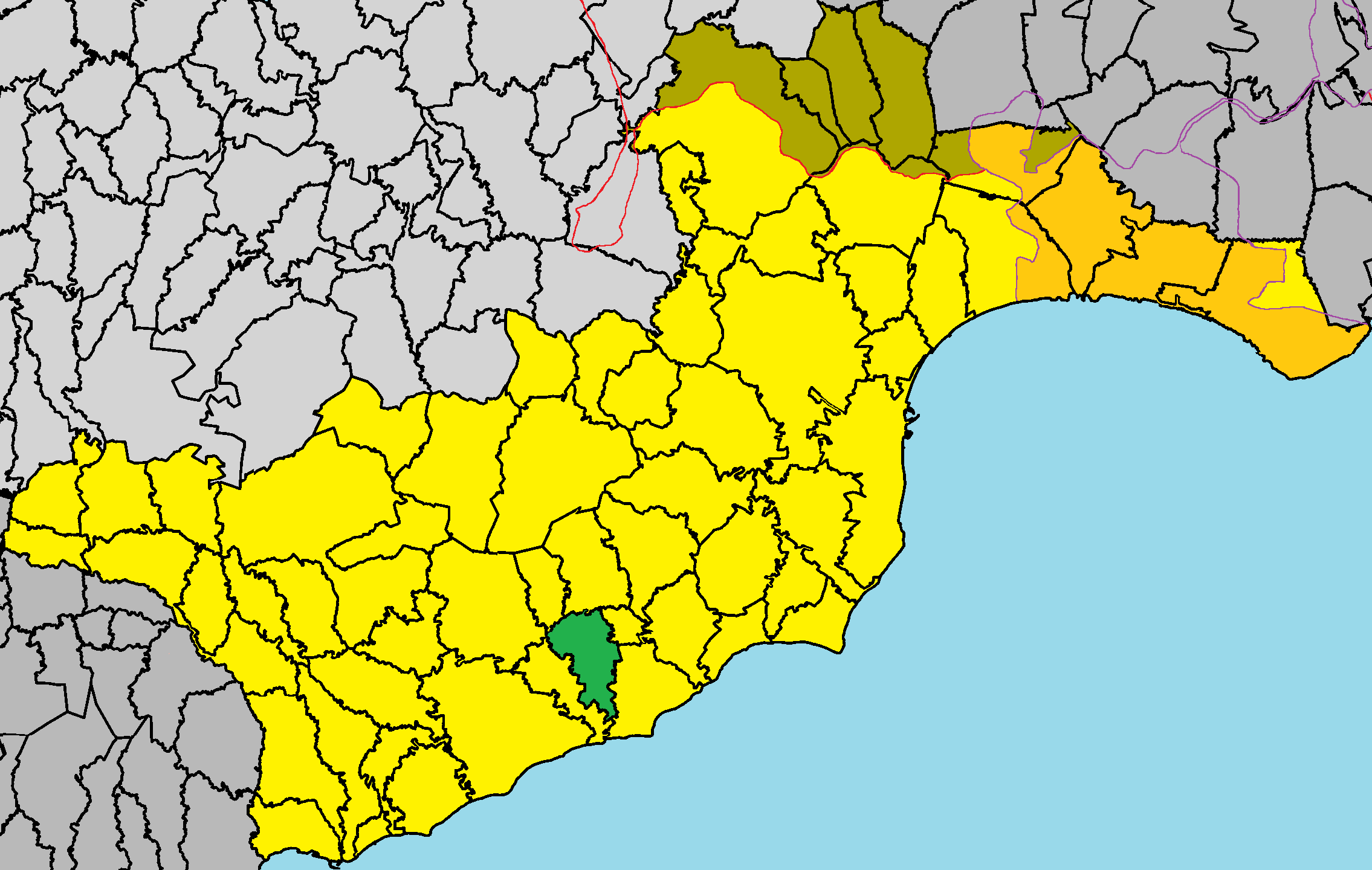
Lage der Gemeinde im Bezirk Larnaka

Anafotia liegt im Süden der Insel Zypern auf 105 Metern Höhe, etwa 39 km südlich der Hauptstadt Nikosia, 18 km südwestlich von Larnaka und 39 km ostnordöstlich von Limassol.
Der Ort befindet sich im hügeligen Küstenhinterland, im Norden beginnen die östlichen Ausläufer des Troodos-Gebirges und im Süden beginnt nach etwa 5 km das Mittelmeer.
Orte in der Umgebung sind Menogeia und Anglisides im Norden, Alethriko im Nordosten, Aplanta und Kivisili im Osten, Mazotos im Süden sowie Alaminos und Agios Theodoros im Westen.